# Idiodonus
Idiodonus — род цикадок из отряда Полужесткокрылых. 

## Описание
Цикадки размером 4-5 мм. Стройные, с поперечной выступающей вперёд головой. Переход лица в темя закруглённый. В СССР 1 вид.  
- Idiodonus cruentatus (Panzer, 1799) — Палеарктика